# القوات المسلحة الثورية الكوبية
القوات المسلحة الثوري الكوبية (بالإسبانية: Armadas Revolucionarias de Cuba)‏ هي القوات المسلحة الكوبية، وتتكون من: القوات البرية والقوات الجوية والقوات البحرية والحرس الثوري، أسس القوات المسلحة الكوبية سنة 1960م، وكانت معركة حرب الخنازير الشهيرة، والتي أنتصر فيها الجيش الكوبي على القوات المنشقة المدعومة أمريكيا.

## المعدات الحربية
معظم المعدات الحربية الكوبية تشتري من الاتحاد السوفيتي وتشيكوسلوفاكيا، لشراء مجموعة من طائرات ميغ-21 وأسلحة كلاشينكوف ودبابات تي 55، ودبابات تي 62، وأبرز حادثة في تاريخ كوبا وهي أزمة الصواريخ الكوبية.

## وصلات خارجية
- (بالإسبانية) Official site of the Revolutionary Armed Forces
- Foro Militar General (Cuban military forum)
- (بالإسبانية) Cuban Air Force
- (بالإسبانية) Secretos de Generales on Granma site
- Cuban Armed Forces Review
- Map showing AFBs in Cuba